# Serrat de la Ballesta
El Serrat de la Ballesta és una serra situada al municipi de Rupit i Pruit a la comarca d'Osona, amb una elevació màxima de 902 metres.